# Tapio Luusua
Tapio Luusua, né le 4 août 1981, est un skieur acrobatique finlandais spécialisé dans les épreuves de bosses. 
Au cours de sa carrière, il a disputé les Jeux olympiques d'hiver de 2002 où il prend une cinquième place, de plus il a participé à quatre mondiaux où il remporte une médaille d'argent en bosses et une médaille de bronze en bosses en parallèle en 2009 à Inawashiro, enfin en coupe du monde il est monté à huit reprises sur un podium pour deux victoires le 19 décembre 2002 à Ruka et le 14 décembre 2005 à Tignes.

## Palmarès

### Jeux olympiques d'hiver
| Édition/Discipline | Saut acrobatique |
| JO 2002            | 5e               |
| JO 2010            | 21e              |

### Championnats du monde
| Édition/Discipline | Bosses | Bosses en parallèle |
| Mondiaux 2001      | 40e    | 9e                  |
| Mondiaux 2003      | 36e    | 7e                  |
| Mondiaux 2007      | 17e    | 16e                 |
| Mondiaux 2009      | Argent | Argent              |

### Coupe du monde
- Meilleur classement général : 24e en 2002.
- Meilleur classement en saut acrobatique : 9e en 2004, 2008 et 2009.
- 8 podiums dont 2 victoires en bosses.